# Jorge Rivera Avilés
Jorge Alberto Rivera Avilés (La Ceiba, Atlántida, 12 de agosto de 1955) es un abogado hondureño que, entre 2009 y 2016, fungió como presidente de la Corte Suprema de Justicia de Honduras.

## Corrupción
El 9 de agosto de 2018, Rivera Avilés fue encarcelado por 60 delitos de malversación de caudales públicos y 131 de abuso de autoridad. Sin embargo, el 14 de septiembre de 2018, después de que su defensa presentó recursos ante la Sala Penal, se le permitió defenderse en libertad. El 2 de noviembre de 2021, finalmente, se le favoreció con sobreseimiento definitivo, aunque la Fiscalía apeló y el caso continúa abierto.